# Ernst Ludwig Ehrlich
Ernst Ludwig Ehrlich, född den 27 mars 1921 i Berlin, död den 21 oktober 2007 i Riehen utanför Basel, var en tyskfödd schweizisk judisk judaist, som spelade en mycket viktig roll i den judisk-kristna, särskilt den judisk-katolska, dialogen.

## Biografi
Efter studentexamen studerade han vid Leo Baecks Hochschule für die Wissenschaft des Judentums. Efter stängningen av högskolan lyckades han fly till Schweiz med falskt pass 1943. Där tog han doktorsgraden 1950 med avhandlingen Der Traum im alten Testament. 
Ehrlich kom tillbaka till sin hemstad 1955, då han fick anställning vid Freie Universität Berlin. Han blev generalsekreterare för Christlich-jüdische Arbeitsgemeinschaft 1958, och fick 1989 en honorär professur i Bern. Från 1961 till 1994 var han europeisk direktor för B'nai B'rith.
Ehrlich var en av rådgiverna till den tyske kardinalen Augustin Bea under Andra vatikankonsiliet under förberedelsen av Nostra Aetate, ett viktigt dokument för katolsk-judiska relationer.
Ehrlich mottog 1956 Leo-Baeck-Preis, 1976 Buber-Rosenzweig-Medaille och 1984 Bundesverdienstkreuz första klassen samt blev hedersdoktor vid Freie Universität Berlin.